# La Rançon mexicaine
Pour plus de détails, voir Fiche technique et Distribution.
La Rançon mexicaine (Love Among Thieves) est un téléfilm américain réalisé par Roger Young, diffusé le 23 février 1987 aux États-Unis sur ABC.
En France, il a été diffusé le 9 janvier 1988 sur Canal+. Rediffusion le 9 septembre 1988 sur La Cinq.

## Synopsis
Caroline DuLac, une baronne et pianiste de concert, vole trois œufs de Fabergé incrustés de diamants au Musée de San Francisco. Son fiancé a été kidnappé par des ravisseurs qui ont en effet demandé comme rançon ces trésors inestimables. Conformément à leurs instructions, la charmante dame doit se rendre à Ladera, une petite ville du Mexique pour l'échange. Sur place, elle fait la connaissance de Mike Chambers, qu'elle croit faire partie de la bande des criminels. Mais ce dernier lui sauve la vie après la tentative de meurtre d'un mystérieux homme en complet foncé. Ils sont tous les deux embarqués dans une aventure palpitante...

## Fiche technique
Sauf indication contraire, les informations mentionnées dans cette section peuvent être confirmées par la base de données cinématographiques IMDb,  présente dans la section « Liens externes ».
- Titre : La Rançon mexicaine
- Titre original : Love Among Thieves
- Réalisation : Roger Young
- Scénario : Stephen Black et Henry Stern
- Musique : Arthur B. Rubinstein
- Photographie : Gayne Rescher
- Montage : James Mitchell
- Costumes : Hubert de Givenchy
- Production : Robert A. Papazian
- Productrice associée : Stephanie Austin
- Productrice déléguée : Karen Mack
- Sociétés de production : Robert A. Papazian Productions et Lorimar Productions
- Société de distribution : ABC
- Date de diffusion :  États-Unis : 23 février 1987 (première diffusion TV)

## Distribution
- Audrey Hepburn : baronne Caroline DuLac
- Robert Wagner : Mike Chambers
- Patrick Bauchau : Alan Channing
- Jerry Orbach : Spicer
- Brion James : Andre
- Samantha Eggar : Solange
- Christopher Neame : Ian